# Martin Krabbe
Martin Krabbe (født 9. juli 1985) er en dansk atlet (sprinter) fra 2013 medlem af Københavns IF tidligere i AK Holstebro.
Martin Krabbe startede i januar 2001 med atletik i AK Holstebro. Efter nogle år i Aarhus bor han nu København og satser nu helt på atletikken efter et par afbræk med efterskoleophold og militærtjæneste i den Kongelige Livgarde. Har som sine bedste resultater fem DM-senior guld på 60 meter samt guld på 100 meter og bronze på 200 meter udendørs og et par NM medaljer fra U20 mesterskaber. Han har deltaget i EM indendørs, NM U20, NM U23 og været på landsholdet i flere Europa Cup’er. Han var med til at sætte dansk rekord på 4 x 100 meter ved hold-EM på Malta 2010, Kvartetten bestod udover Martin Krabbe af Jesper Simonsen (Sparta), Daniel Bendix Christensen (Aarhus 1900) og Morten Jensen (Sparta). 
Martin Krabbe har tidligere været i lære som murer, og tog derefter en IT/elektronik-uddannelse i Aarhus.

## Danske mesterskaber
Listen er ikke komplet.
- Guld 2011 60 meter inde 6,79
- Bronze 2010 100 meter 10,81
- Guld 2007 60 meter inde 6,83
- Bronze 2006 200 meter 22,67
- Bronze 2006 100 meter 10,91
- Guld 2006  60 meter inde 6,93
- Sølv 2005 100 meter 10,81w
- Bronze 2005 200 meter 22,20
- Guld 2005 60 meter inde 6,96

## Personlige rekorder
- 50 meter -inde: 5,75 Marselisborghallen, Århus 18. februar 2010 (Nordisk rekord)
- 60 meter -inde: 6,69 Sparta Hallen, København 21. februar 2010
- 100 meter: 10.60 (+1.2) Lappeenranta, Finland 15. juli 2010
- 200 meter: 21,6h/21,97 (+1,5) Hvidovre Stadion 10. september 2006
- 200 meter -inde: 22,20
- 400 meter: 50,82 2006